# Claudio Bravo (Maler)
Claudio Bravo Camus (* 8. November 1936 in Valparaíso; † 4. Juni 2011 in Taroudannt, Marokko) war ein zeitgenössischer chilenischer Maler, der mit fotorealistischer Genauigkeit Stillleben, aber auch Porträts in seinen Bildern darstellte.

## Leben
Ab 1945 studierte Claudio Bravo Malerei in Spanien, anschließend arbeitete er mit bekannten Malern zusammen.
Im Jahr 1972 war er Teilnehmer der Documenta 5 in Kassel in der Abteilung Realismus.

## Werk
Aufgrund der präzisen technischen Ausführung seiner Bilder, Zeichnungen und Pastelle zählt Bravo zu den Vertretern des Hyperrealismus. Bravos Bilder sind teilweise extrem genau gearbeitet und kaum von Fotos zu unterscheiden.